# Abeer Nehme
Abeer Nehme (in arabo عبير نعمة‎?; Tannourine, 19 maggio 1980) è una cantante libanese.

## Biografia
Originaria di Tannourine, si è laureata presso la Jāmi'aẗ Al Rūḥ Al Qudus – Al Kaslīk, dove ha ottenuto il bachelor's degree e successivamente il master's degree per la musica. Ha intrapreso la carriera musicale nel 2009, pubblicando l'album in studio di debutto Aroma of My Prayer attraverso la Tibel, il cui successo le ha fruttato un premio Murex D'Or.
Nel 2018 ha firmato un contratto discografico con la divisione della regione MENA dell'Universal, divenendo la prima libanese ad eseguire ciò. Attraverso determinata etichetta è stato messo in commercio il singolo Waynak, che si è collocato all'11º posto della Official Lebanese Top 20. Nel corso di tre anni ha ottenuto altre dieci entrate in top twenty, di cui cinque al numero uno. Saggan (2024) è il suo singolo più recente a finire al vertice della classifica.

## Discografia

### Album in studio
- 2009 – Aroma of My Prayer
- 2018 – Sing a Little (con Marcel Khalife)
- 2019 – Hikayi
- 2021 – Byeb'a nas
- 2022 – Bi saraha

### Raccolte
- 2024 – Best of Abeer Nehme: Part 1

### Singoli
- 2010 – Only the Desert Knows
- 2018 – Waynak
- 2018 – Wada't el layl
- 2019 – Talfantelak
- 2019 – Hayda watani
- 2020 – Haidi el deni
- 2021 – Fallou
- 2021 – Byeb'a nas
- 2021 – El meelad el jayi
- 2022 – Bala ma nhess
- 2022 – Aamel nasini
- 2022 – Bi saraha
- 2023 – Baadni bhebak
- 2024 – Saggan
- 2024 – La'endou brouh
- 2025 – Sadde'ni nsitak